# Selec
Selec (Hongaars: Szelec) is een Slowaakse gemeente in de regio Trenčín, en maakt deel uit van het district Trenčín.
Selec telt 1.014 inwoners.